# Aphyocharacidium
Aphyocharacidium és un gènere de peixos de la família dels caràcids i de l'ordre dels caraciformes.

## Taxonomia
- Aphyocharacidium bolivianum (Géry, 1973)[2]
- Aphyocharacidium melandetum (Eigenmann, 1912)[3][4][5][6][7][8][9][10]